# Jan Niklas Wimberg
Jan Niklas Wimberg, né le 11 février 1996 à Oldenbourg, en Allemagne, est un joueur allemand de basket-ball, évoluant au poste d'ailier fort.

## Palmarès
- Champion d'Allemagne 2024
- Coupe d'Allemagne 2023, 2024
- Champion d'Europe des -18 ans Division B 2014